# شورای مرکزی اوکراین
شورای مرکزی اوکراین (اوکراینی: Українська Центральна Рада) شورای همه‌جانبه اوکراین بود که سازمان‌های سیاسی، عمومی، فرهنگی و حرفه ای جمهوری خلق را تشکیل داد. پس از کنگره ملی اوکراین (۱۹–۲۱ آوریل ۱۹۱۷)، شورای پارلمان انقلابی به مجلس بین‌المللی که تا جنگ اوکراین و شوروی ادامه داشت، تبدیل شد.